# Leandro Putaro
Leandro Putaro (Göttingen, 7 januari 1997) is een Duits voetballer die bij voorkeur als aanvaller speelt. Hij stroomde in 2016 door vanuit de jeugd van VfL Wolfsburg.

## Clubcarrière
Putaro werd geboren in 1997 en speelde in de jeugd bij SVG Göttingen 07, RSV Göttingen 05, Hannover 96 en VfL Wolfsburg. Op 6 februari 2016 debuteerde hij in de Bundesliga in de Veltins-Arena tegen Schalke 04. Hij viel na 81 minuten in voor Nicklas Bendtner. Schalke 04 won het duel met 3–0 na treffers van Klaas-Jan Huntelaar, Johannes Geis en Alessandro Schöpf.

## Clubstatistieken
| Seizoen | Club                     | Land      | Competitie   | Wed. | Doelp. |
| ------- | ------------------------ | --------- | ------------ | ---- | ------ |
| 2015/16 | VfL Wolfsburg            | Duitsland | Bundesliga   | 4    | 0      |
| 2016/17 | → Arminia Bielefeld      | Duitsland | 2.Bundesliga | 15   | 0      |
| 2017/18 | Arminia Bielefeld        | Duitsland | 2.Bundesliga | 19   | 2      |
| 2018/19 | → Eintracht Braunschweig | Duitsland | 3.Liga       | 14   | 2      |
| Totaal  | Totaal                   | Totaal    | Totaal       | 52   | 4      |

## Interlandcarrière
Putaro kwam reeds uit voor diverse Duitse nationale jeugdelftallen. In 2015 debuteerde hij in Duitsland –19.